# ディー・アポカリプティシェン・ライター
ディー・アポカリプティシェン・ライター（Die Apokalyptischen Reiter）は、ドイツ出身のエクストリームメタル・バンド。

## 概要

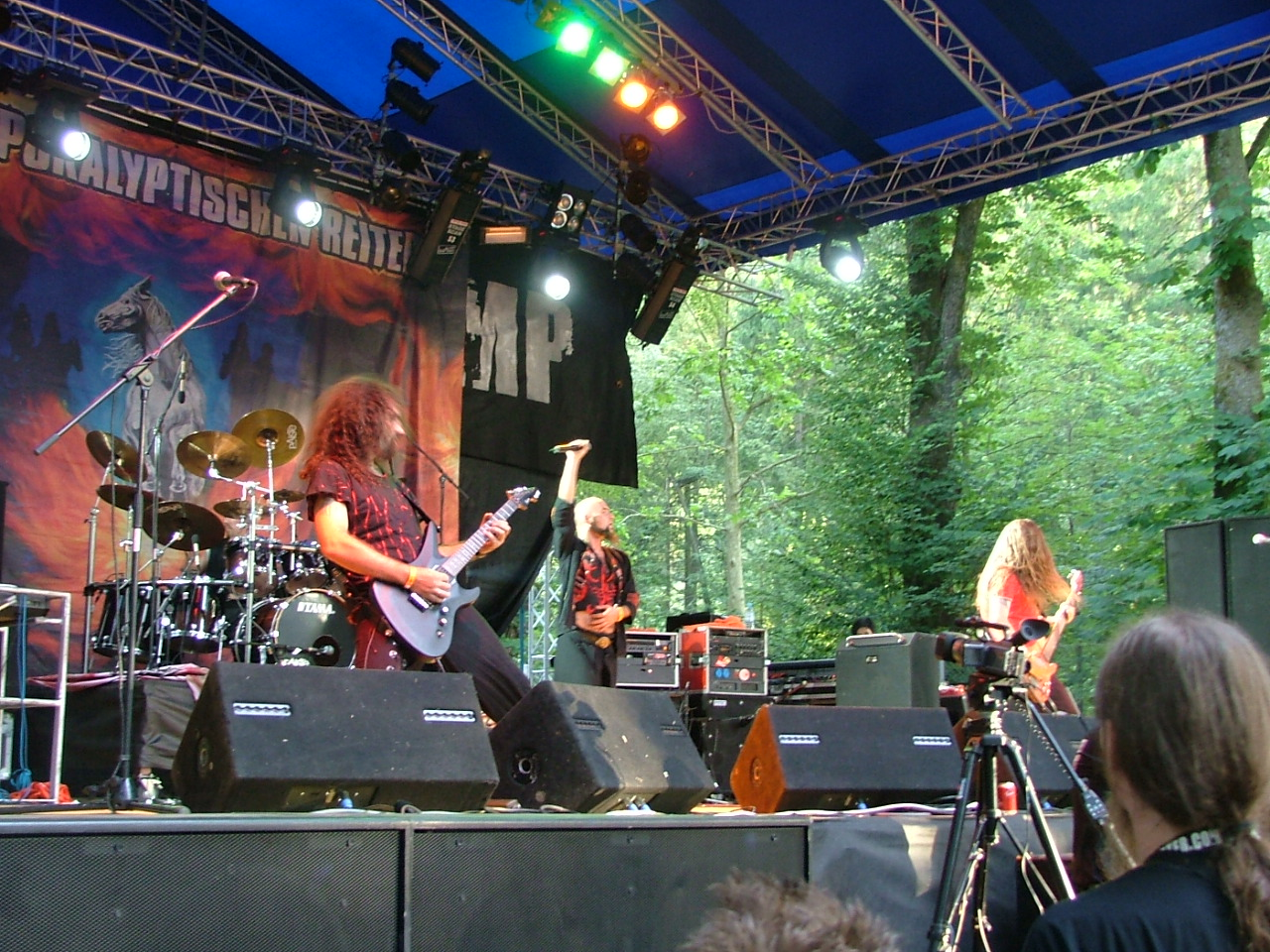
スロベニア・トールミン公演 (2007年7月)

1995年結成当初は、いわゆるメロデス的な音楽を作っていたが、音楽性はそれをベースに発展・拡散し、現在では幅広い楽曲を作ることが持ち味となっている。ヘヴィメタル自体から逸脱したような曲もある。
ドイツ語のバンド名を訳すと「黙示録の騎士たち」となる。英語では「The Apocalyptic Riders」。長くややこしい名前のため、日本のファンは「アポ」「ディーアポ」などと略して呼んでいる。

## メンバー

### 現ラインナップ
- フックス　Fuchs(Daniel Täumel) - ボーカル (1995- )
- アディ　Ady(Adrian Vogel) - ギター (2009- )
- フォルク=マン　Volk-Man(Volkmar Weber) - ベース (1995- )
- ドクター・ペスト　Dr. Pest(Mark Szakul) - キーボード (1995- )
- サー・G　Sir G.(Georg Lenhardt) - ドラムス (2000- )

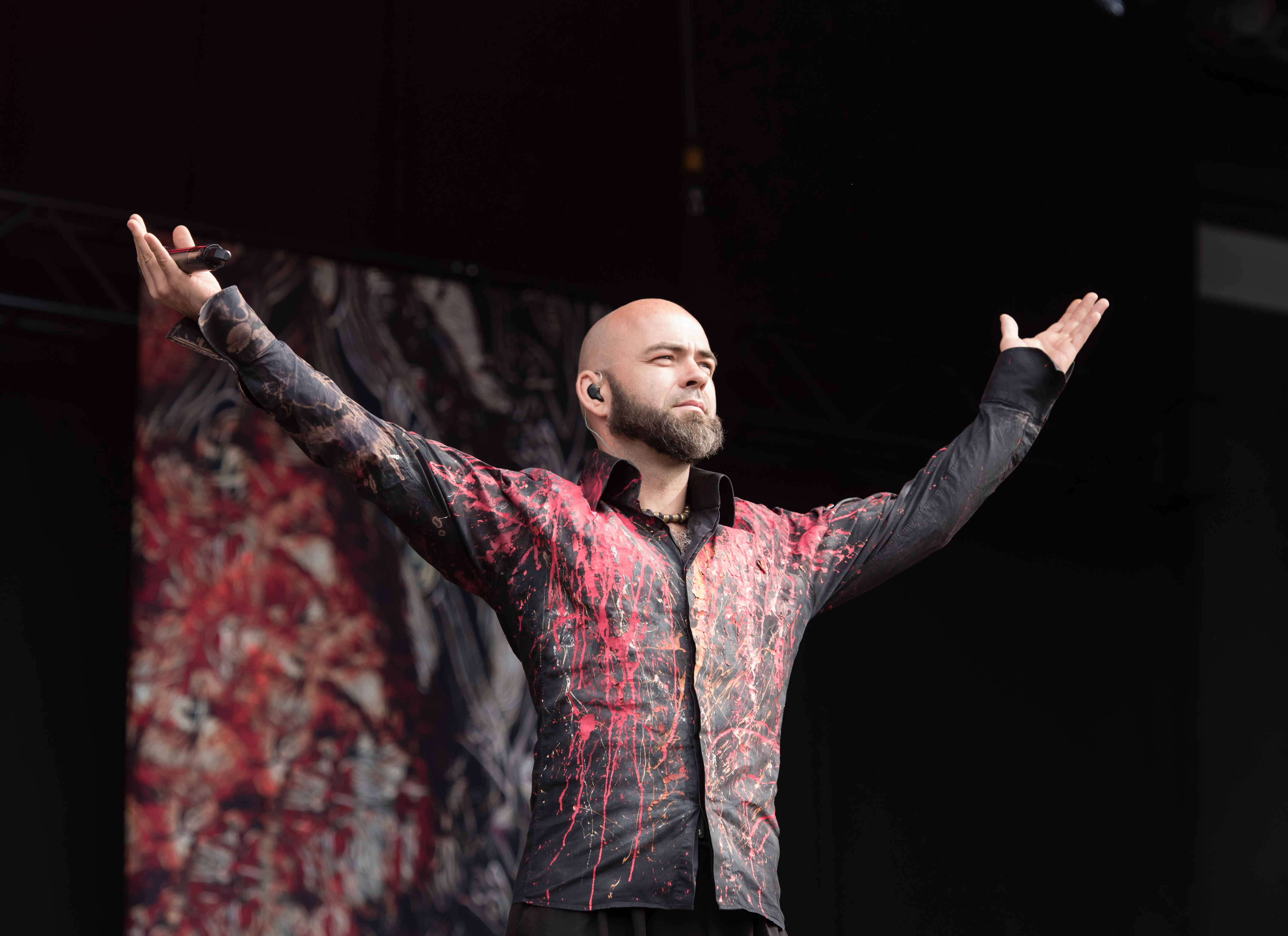
フックス(Vo) 2018年
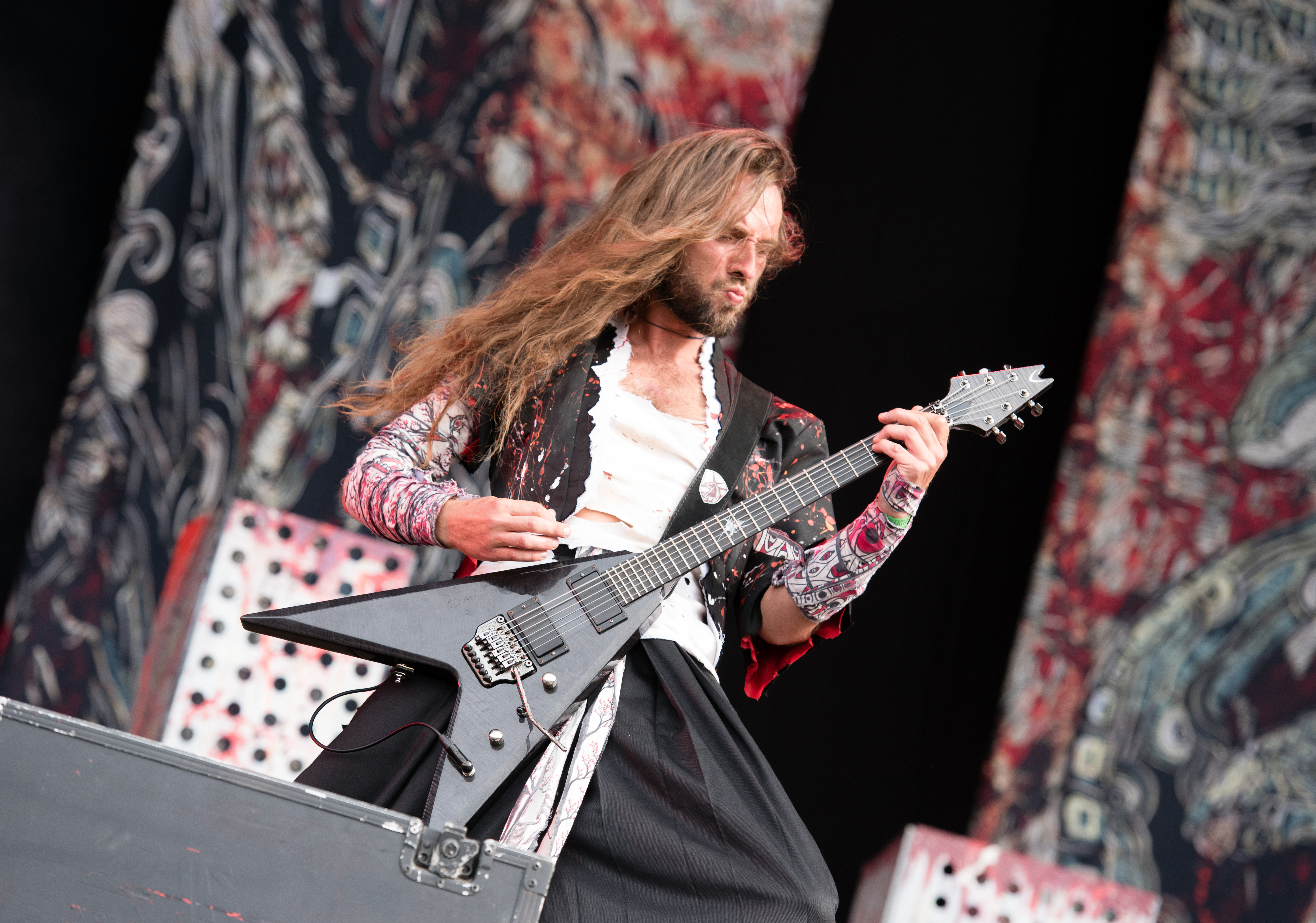
アディ(G) 2018年
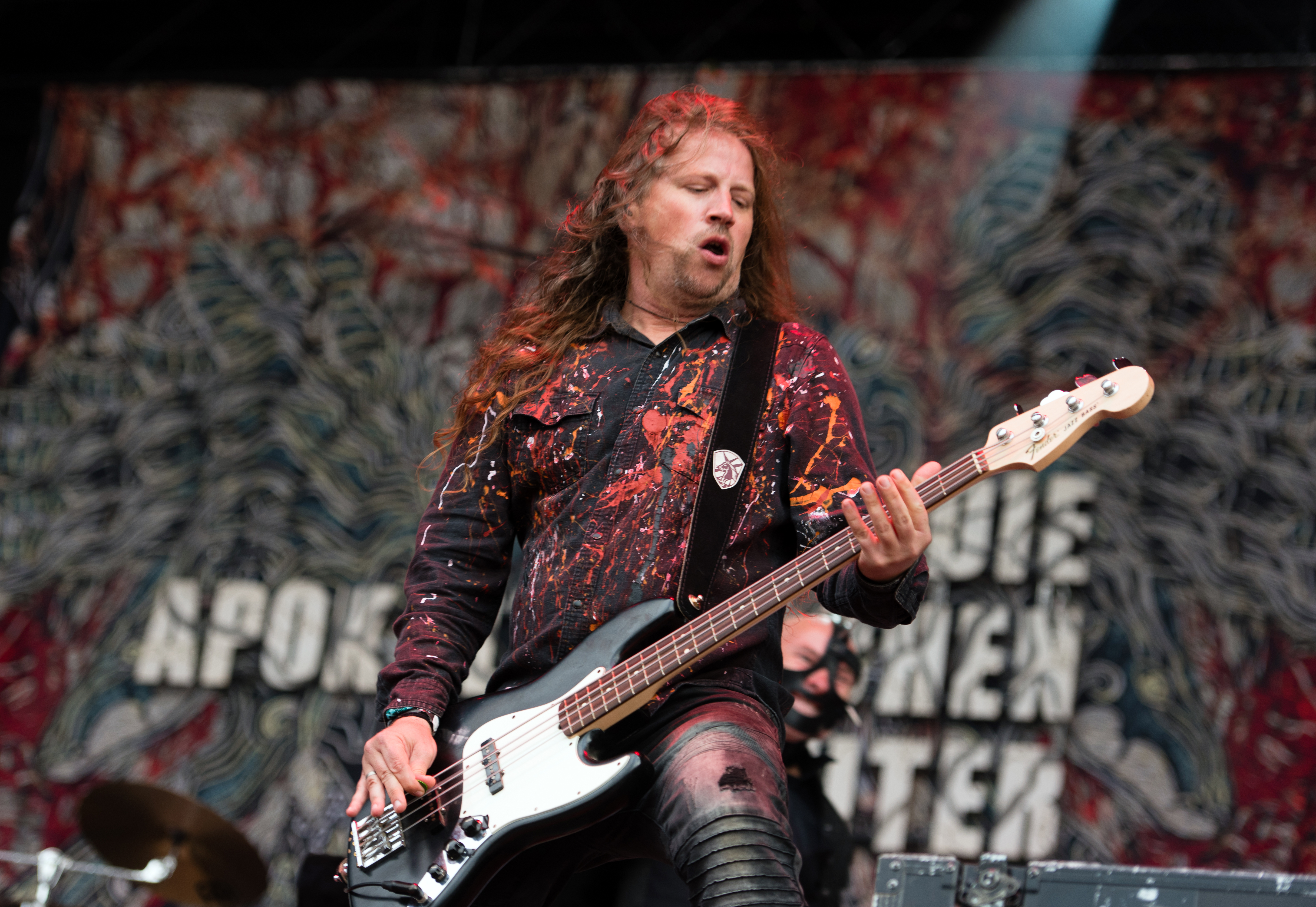

- フォルク=マン(B) 2018年
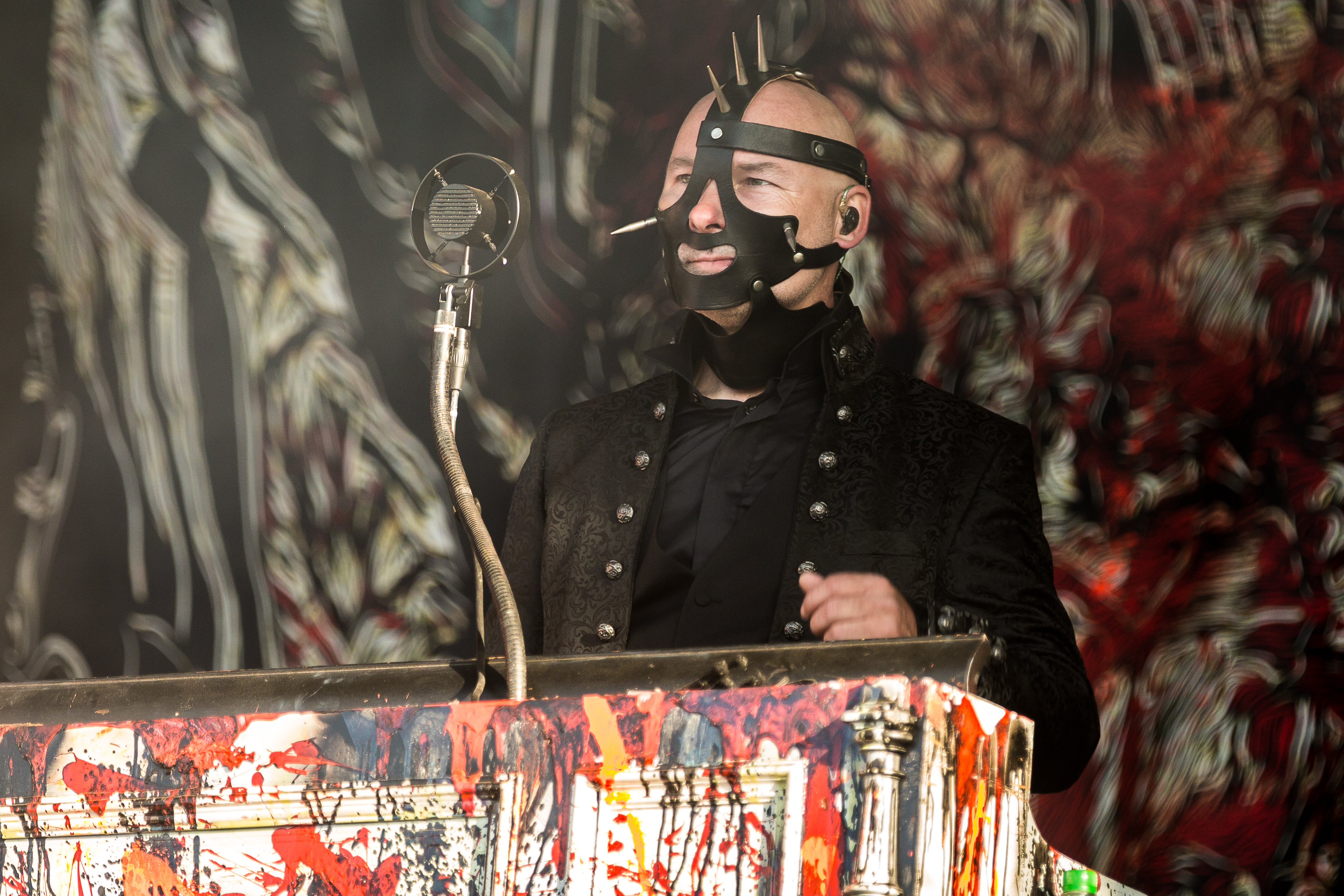
ドクター・ペスト(Key) 2018年
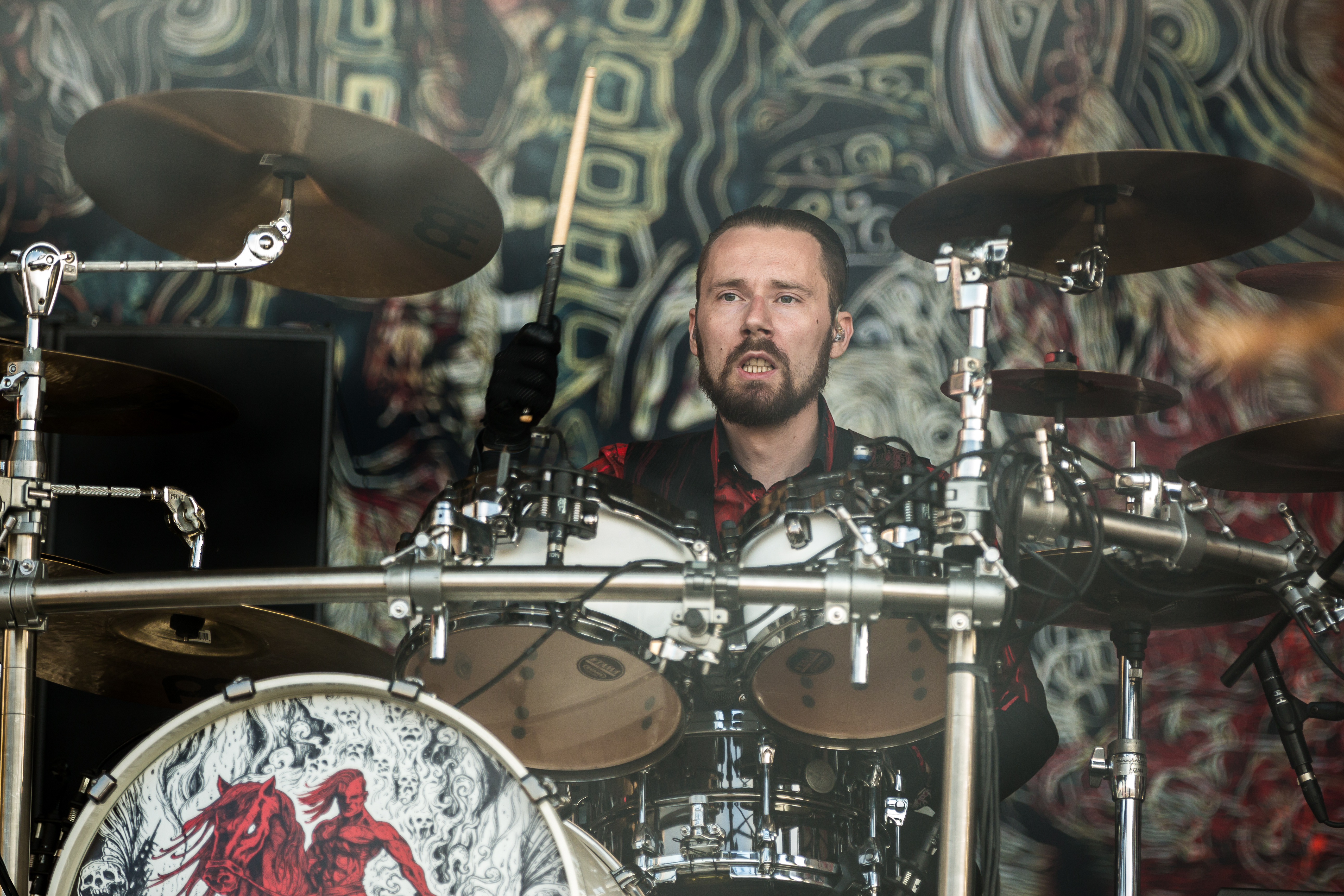
サー・G(Ds) 2018年

### 旧メンバー
- スケルトン (Skelleton) - ドラムス/ボーカル (1995-2000)
- ピトローネ (Pitrone) - ギター (2002-2008)
- レディー・キャット-マン　Lady Cat-Man(Cathleen) - ギター (2008-2009)

## ディスコグラフィ
- Soft And Stronger [1997]
- Dschinghis Khan [1998]
- Allegro Barbaro [1999]
- All You Need Is Love [2000]
- Have A Nice Trip [2003]
- Samurai [2004]
- Friede Sei Mit Dir [2006]
- Riders On The Storm [2006]
- Licht [2008]
- Moral und Wahnsinn [2011]
- Tief.Tiefer [2014]
- Der Rote Reiter [2017]